# Settsassiidae
Settsassiidae zijn een uitgestorven familie van weekdieren uit de klasse van de Gastropoda (slakken).

## Taxonomie
De volgende taxa zijn bij de familie ingedeeld:
- Geslacht  † Kittliconcha Bonarelli, 1927[1]
  - =[2]  † Settsassia Bändel, 1992
  -  † Kittliconcha cassiana Bonarelli, 1927
    - =  † Zygopleura (Kittliconcha) cassiana

  -  † Kittliconcha obesa Yu et al., 1974
  -  † Kittliconcha obliquecostata (Bronn in Münster, 1841)
    - =  † Melania obliquecostata (Bronn in Münster, 1841)

  -  † Kittliconcha peruviana Haas, 1953
- Geslacht  † Katosira Koken, 1892
  -  † Katosira basistriata Gründel, 2007
  -  † Katosira cassiana Kittl, 1894
  -  † Katosira contii Fischer et al., 2002
  -  † Katosira cortinensis Nützel, 2010
  -  † Katosira kokeni Kittl, 1894
  -  † Katosira periniana d'Orbigny, 1853
  -  † Katosira seelandica Kittl, 1894
  -  † Katosira tyrolensis Kittl, 1894
  -  † Katosira undulata Zieten, 1832
  -  † Katosira zieteni Quenstedt, 1851
- Geslacht  † Lacunina Kittl, 1891
  -  † Lacunina bronni Wissmann, 1841
  -  † Lacunina canalifera Laube, 1869
- Geslacht  † Percossmannella Cónsole Gonella, 2011
- Geslacht  † Triadosinister Nützel, 2010
  -  † Triadosinister contrarius Zardini, 1978
    - =  † Kittliconcha contraria